# Інтегральна формула Коші
Інтегра́льна фо́рмула Коші́ — одна з головних формул комплексного аналізу, виведена Оґюстеном-Луї Коші. Вона дозволяє виразити значення регулярної функції в будь-якій точці області через значення функції на межі цієї області. Використовується для доведення еквівалентності понять голоморфності (дифереційовності в околі) та аналітичності, а також при обчисленні контурних інтегралів у комплексній площині.

## Теорема
Нехай функція {\displaystyle f(z)\,} диференційовна в області {\displaystyle D\,}. Якщо скінченна область {\displaystyle G\,} разом зі своєю межею {\displaystyle C=\partial G\,} належить області {\displaystyle D\,}, а {\displaystyle \xi \in G\,}, то
{\displaystyle \oint _{C}{\frac {f(z)dz}{z-\xi }}=2\pi if(\xi )}.

### Доведення
Підінтегральний вираз є відношенням двох диференційовних функцій, при цьому знаменник обертається в нуль лише при {\displaystyle z=\xi }. Тому функція {\displaystyle \varphi (z)={\frac {f(z)dz}{z-\xi }}} диференційовна в усіх точках області {\displaystyle D\,} за винятком точки {\displaystyle z=\xi }. Візьмемо {\displaystyle \varrho >0} настільки малим, щоб круг {\displaystyle |z-\xi |\leq \varrho } належав області {\displaystyle G\,}, і позначимо через {\displaystyle D'\,} область {\displaystyle D\,}, з якої видалено точку {\displaystyle \xi }, а через {\displaystyle G_{\rho }\,} область {\displaystyle G\,}, з якої видалено круг {\displaystyle |z-\xi |\leq \varrho }.
Функція {\displaystyle \varphi (z)} диференційовна в області {\displaystyle D'\,}, і область {\displaystyle G_{\rho }\,} лежить в області {\displaystyle D'\,} разом зі своєю межею (позначимо її через {\displaystyle C_{\rho }\,}). Отже, за інтегральною теоремою Коші інтеграл по {\displaystyle C_{\rho }\,} від {\displaystyle f(z)\,} дорівнює нулю. Проте {\displaystyle C_{\rho }\,} складається з С та кола {\displaystyle \Gamma _{\varrho }:|z-\xi |=\varrho \,}. Інтегрування відбувається проти годинникової стрілки, тому {\displaystyle G_{\rho }\,} залишається зліва, а круг {\displaystyle |z-\xi |<\varrho } — справа. Тому, змінивши напрямок інтегрування по колу на протилежне можна стверджувати:
{\displaystyle \oint _{C}\varphi (z)dz=\oint _{\Gamma _{\varrho }}\varphi (z)dz}
Інтеграл зліва не залежить від {\displaystyle \varrho }. Тому при обчисленні інтеграла в правій частині значення {\displaystyle \varrho } можна обирати довільно. Отже:
{\displaystyle \oint _{\Gamma _{\varrho }}\varphi (z)dz=\oint _{\Gamma _{\varrho }}{\frac {f(z)dz}{z-\xi }}=f(\xi )\oint _{\Gamma _{\varrho }}{\frac {dz}{z-\xi }}+\oint _{\Gamma _{\varrho }}{\frac {f(z)-f(\xi )}{z-\xi }}dz=f(\xi )I_{1}+I_{2}}
Підінтегральний вираз в {\displaystyle I_{2}} обмежений при {\displaystyle z\to \xi }: він прямує до {\displaystyle f'(\xi )\,}. Так як довжина {\displaystyle \Gamma _{\varrho }} дорівнює {\displaystyle 2\pi \varrho }, а модуль інтеграла не більший за добуток максимума модуля підінтегральної функції на довжину шляху інтегрування, то {\displaystyle I_{2}\to 0\quad (\varrho \to 0)}. Інтеграл {\displaystyle I_{1}} обчислюються при переході до параметричного запису рівняння кола {\displaystyle \Gamma _{\varrho }:z=\xi +\varrho e^{i\theta },0\leq \theta \leq 2\pi }:
{\displaystyle \oint _{\Gamma _{\varrho }}{\frac {dz}{z-\xi }}=\int _{0}^{2\pi }{\frac {i\varrho e^{i\theta }d\theta }{\varrho e^{i\theta }}}=2\pi i}
Отже,
{\displaystyle \oint _{C}\varphi (z)dz=2\pi if(\xi )+o(1)\qquad (\varrho \to 0)}
Оскільки ліва частина рівності не залежить від {\displaystyle \varrho }, то теорему доведено.

## Наслідки
Оскільки це центральна формула всього комплексного аналізу, то вона має декілька важливих наслідків:
- Поняття диференційовності та аналітичності еквівалентні;
- Якщо функція {\displaystyle f(z)} має розвинення в ряд Тейлора або ряд Лорана в околі деякої точки {\displaystyle z=a}, то коефіційєнти ряду визначаються формулою:

{\displaystyle C_{n}={\frac {1}{2\pi i}}\oint _{|z-a|=r}{\frac {f(z)dz}{(z-a)^{n+1}}},}
де r — довільне додатне дійсне число;
- Якщо функція {\displaystyle f(z)} має похідні до n-ого порядку включно у точці {\displaystyle z=a}, то вони визначаються за формулою

{\displaystyle f^{(n)}(a)={\frac {n!}{2\pi i}}\oint _{C}{\frac {f(z)dz}{(z-a)^{n+1}}}}
Формулу легко довести, якщо прирівняти вирази для коефіцієнтів ряду Тейлора в інтегральній та диференціальній формах;
- Терема про середнє. Значення функції {\displaystyle f(z)\,}, що є голоморфною в області {\displaystyle D\,} в кожній скінченній точці {\displaystyle z_{0}\in D} дорівнює середньому арифметичному її значень на будь-якому досить малому колі з центром в точці {\displaystyle z_{0}}:
{\displaystyle \displaystyle f\left({z_{0}}\right)={\dfrac {1}{2\pi }}\int _{0}^{2\pi }f\left({z_{0}+Re^{i\theta }}\right)\,\mathrm {d} \theta } Звідси, зокрема, випливає принцип максимуму модуля.

Більш загально, якщо функція {\displaystyle f(z)\,} в околі точки {\displaystyle z_{0}} розкладається в ряд Тейлора: {\displaystyle f(z)=\sum _{n=0}^{\infty }C_{n}(z-z_{0})^{n},} (де {\displaystyle C_{0}=f(z_{0})}) то
{\displaystyle \displaystyle C_{n}={\dfrac {1}{2\pi r^{n}}}\int _{0}^{2\pi }f\left({z_{0}+Re^{i\theta }}\right)e^{-in\theta }\,\mathrm {d} \theta .}
Ці формули випливають із параметризації колі з центром в точці {\displaystyle z_{0}} і радіуса R: точки цього кола мають вигляд {\displaystyle z=z_{0}+Re^{i\theta },\ 0\leqslant \theta <2\pi .} Тоді із означення комплексних лінійних інтегралів і вказаної параметризації {\displaystyle {\frac {dz}{(z-z_{0})^{n+1}}}={\frac {i}{R^{n}}}e^{-in\theta }} і теореми про середнє одержуються із формули для коефіцієнтів ряду Тейлора вище.
- Друга теорема про середнє. Значення функції {\displaystyle f(z)\,}, що є голоморфною в області {\displaystyle D\,} в кожній скінченній точці {\displaystyle z_{0}\in D} дорівнює середньому арифметичному її значень на будь-якому досить малому крузі з центром в точці {\displaystyle z_{0}.} Точніше для круга з центром у {\displaystyle z_{0}} радіуса r можна записати:

{\displaystyle f(z_{0})={\frac {1}{\pi r^{2}}}\int \int _{|z-z_{0}|\leqslant r}f(z)dV,}
де подвійний інтеграл є стандартним інтегралом по крузі.
Для доведення подвійний інтеграл можна переписати через повторний у полярних координатах і використати попередню теорему про середнє:
{\displaystyle {\frac {1}{\pi R^{2}}}\int \int _{|z-z_{0}|\leqslant r}f(z)dV={\frac {1}{\pi R^{2}}}\int _{0}^{R}\int _{0}^{2\pi }f\left({z_{0}+Re^{i\theta }}\right)r\ \mathrm {d} \theta \mathrm {d} r={\frac {2}{R^{2}}}\int _{0}^{R}f(z_{0})r\ \mathrm {d} r=f(z_{0}).}
- Для комплексних інтегралів справедлива формула Ньютона—Лейбніца:

{\displaystyle \int _{a}^{b}f(z)dz=F(b)-F(a),}
де {\displaystyle F(z)} — первісна для {\displaystyle f(z)}. Слід зауважити, що багатозначна функція може і не мати первісної, навіть якщо вона, функція, і регулярна в даній області.

## Приклад
Для функції
{\displaystyle g(z)={\frac {1-\sin z}{z^{2}(z-{\frac {\pi }{2}})(z+\pi )}}}
обчислити значення інтегралу для контуру {\displaystyle C:|z|=4}

### Розв’язання
Функція {\displaystyle g(z)} має три особливі точки: {\displaystyle z_{0}=0,\quad z_{1}={\frac {\pi }{2}},\quad z_{2}=-\pi }.
У першому випадку до даного контуру потрапляють всі особливості. Отже, інтеграл можна розбити на три:
{\displaystyle \oint _{C}{\frac {1-\sin z}{z^{2}(z-{\frac {\pi }{2}})(z+\pi )}}dz=\oint _{|z|=\varrho }{\frac {\frac {1-\sin z}{(z-{\frac {\pi }{2}})(z+\pi )}}{z^{2}}}dz+\oint _{|z|=\rho }{\frac {\frac {1-\sin z}{z^{2}(z+\pi )}}{z-{\frac {\pi }{2}}}}dz+\oint _{|z|=r}{\frac {\frac {1-\sin z}{z^{2}(z-{\frac {\pi }{2}})}}{z+\pi }}dz}
Числа {\displaystyle \varrho ,\rho ,r} можна обрати будь-якими малими, аби вони не включили інших особливих точок функції. Отже, застосувавши інтегральну формулу Коші до кожного з інтегралів маємо:
{\displaystyle \oint _{C}{\frac {1-\sin z}{z^{2}(z-{\frac {\pi }{2}})(z+\pi )}}dz=2\pi i\left(-{\frac {(z_{0}-{\frac {\pi }{2}})(z_{0}+\pi )\cos z_{0}+(1-\sin z_{0})\left(2z_{0}+{\frac {\pi }{2}}\right)}{(z_{0}+\pi )^{2}\left(z_{0}-{\frac {\pi }{2}}\right)^{2}}}+{\frac {1-\sin z_{1}}{z_{1}^{2}(z_{1}+\pi )}}+{\frac {1-\sin z_{2}}{z_{2}^{2}(z_{2}-{\frac {\pi }{2}})}}\right)=}
{\displaystyle =2\pi i\left({\frac {2}{\pi ^{2}}}-{\frac {2}{\pi ^{3}}}-0-{\frac {2}{3\pi ^{3}}}\right)={\frac {4i}{3\pi ^{2}}}(3\pi -4)}